# Якщо ти мене чуєш
Якщо ти мене чуєш (рос. Если ты меня слышишь) — українсько-російський художній фільм, знятий режисером Андрієм Толошним у 2007 році за сценарієм Ольги Шульгіної.

## Сюжет
Молода жінка Лариса, якій трохи за тридцять, успішна в бізнесі, але, як це зазвичай трапляється, нещасна в особистому житті. Несподівано в її житті з'являється колишній коханий Гера, який одного разу вже зламав їй життя. Чоловік перебуває на межі розлучення і дає зрозуміти головній героїні, що з радістю приступить до реанімування їх колишніх відносин.
Лариса вкрай негативно сприймає таку можливість і тікає від героя-коханця у Крим. Занадто важко вона переживала попередній розрив. Перебуваючи у відрядженні, вона ледь трагічно не гине. Ларису рятує
мовчазний чоловік Віктор, в якого Лариса закохується до нестями.

## Актори і ролі
- Катерина Реднікова — Лариса Сергіївна (головна роль)
- Олександр Дедюшко — Віктор (головна роль)
- Віталій Лінецький — Герман
- Світлана Прус — Лора
- Ганна Александрович — Вікторія
- Олег Комаров — Ігор Петрович, директор санаторію
- Ігор Пустовалов — Флеш
- Олег Масленніков — Микола
- Сергій Лутюк — Леонід